# Nesika Beach
Nesika Beach es un lugar designado por el censo ubicado en el condado de Curry en el estado estadounidense de Oregón. En el año 2010 tenía una población de 463 habitantes.

## Geografía
Nesika Beach se encuentra ubicado en las coordenadas 42°30′23″N 124°24′44″O / 42.50639, -124.41222.